# Планине Дидинга
Дидинга (Didinga Hills) су планине које се пружају у пограничном појасу између Уганде и Јужног Судана. Највиши врх је Лофуке са 2.797 метара. Део су планинског венца Иматонг. Дидинга се налазе у вилајету Источна Екваторија, јужно од града Капоета. Познате су по плодном земљишту које је искоришћено за узгајање дувана, кромпира и житарица.
Планине су добиле име по народу Дидинга који их насељава. Предео је богат изворима и водом, па тако са Дидинге отиче неколико река од којих су најзначајније Нарус, Лојоро и Накодок. Током сушне сезоне народ Топоса води своју стоку на испашу на плодне пашњаке Дидинга побрђа. Највеће насеље овог простора је село Нагичот.